# مارلون مورايس
مارلون مورايس (بالبرتغالية: Marlon Moraes) هو فنان قتال مختلط برازيلي، ولد في 26 أبريل 1988 في نوفا فريبورغو في البرازيل.

## وصلات خارجية
- مارلون مورايس على موقع يو إف سي (الإنجليزية)
- مارلون مورايس على موقع شيردوغ (الإنجليزية)
- مارلون مورايس على موقع Tapology.com (الإنجليزية)
- مارلون مورايس على موقع IMDb (الإنجليزية)
- مارلون مورايس على موقع قاعدة بيانات الفيلم (الإنجليزية)